# OutKast
OutKast je americké hip-hopové duo, jež tvoří Antwan 'Big Boi' Patton a 'André 3000' Benjamin. Skupina vznikla v roce 1992 ve městě East Point v Georgii původně jako The OKB (The OutKast Brothers), později si jméno zkrátili na OutKast. Jejich originální hudební styl je kombinací jižanského rapu a G-Funku. Později se v jejich tvorbě odráží i soul, pop music, elektronická hudba, rock a jazz s prvky blues. Jedná se o šestinásobné držitele prestižní ceny Grammy a jejich double-album Speakerboxxx/The Love Below (2003) je jedním ze čtyř hip-hopových alb, které dosáhly na ocenění diamantová deska (jelikož jde o dvojalbum tak za více než 5 milionů prodaných kopií v USA). K úspěchu alba přispěl hit Hey Ya!.
Duo se rozpadlo v roce 2006, kdy se André 3000 i Big Boi vydali na sólové dráhy. Jako OutKast se znovu spojili v roce 2014 pro sérii koncertů, nové album neplánují.

## Diskografie

### Studiová alba
| Rok  | Album                                                                                | Hitparáda | Hitparáda  | Hitparáda | Hitparáda | Ocenění                                    |
| Rok  | Album                                                                                | US 200    | US Hip-Hop | UK        | CAN       | Ocenění                                    |
| ---- | ------------------------------------------------------------------------------------ | --------- | ---------- | --------- | --------- | ------------------------------------------ |
| 1994 | Southernplayalisticadillacmuzik - Vydáno: 15. února 1994 - Vydavatel: LaFace, Arista | 20        | 2          | -         | -         | US: platinové                              |
| 1996 | ATLiens - Vydáno: 27. srpna 1996 - Vydavatel: LaFace, Arista                         | 2         | 1          | -         | -         | US: 2x platinové CAN: zlaté                |
| 1998 | Aquemini - Vydáno: 29. září 1998 - Vydavatel: LaFace, Arista                         | 2         | 2          | -         | 17        | US: 2x platinové CAN: zlaté                |
| 2000 | Stankonia - Vydáno: 31. října 2000 - Vydavatel: LaFace, Arista                       | 2         | 2          | 10        | 4         | US: 4x platinové CAN: 2x platinové         |
| 2003 | Speakerboxxx/The Love Below - Vydáno: 23. září 2003 - Vydavatel: LaFace, Arista      | 1         | 1          | 8         | 4         | US: diamantové CAN: zlaté UK: 2x platinové |
| 2006 | Idlewild - Vydáno: 21. srpna 2006 - Vydavatel: LaFace, Zomba                         | 2         | 1          | 16        | 6         | US: platinové CAN: zlaté                   |

### Kompilace
- 2001 Big Boi and Dre Present...Outkast

### Úspěšné singly
- 1993 Player's Ball
- 1996 Elevators (Me & You)
- 1996 ATLiens
- 2001 Ms. Jackson
- 2001 So Fresh, So Clean
- 2001 The Whole World (ft. Killer Mike)
- 2003 Hey Ya!
- 2003 The Way You Move (ft. Sleepy Brown)
- 2004 Roses